# Savijoki (Pukkila)
Savijoki – wieś w Finlandii, w rejonie Uusimaa, w gminie Pukkila.